# خورشیدگرفتگی ۱۱ سپتامبر ۱۹۸۸
خورشیدگرفتگی ۱۱ سپتامبر ۱۹۸۸ (به انگلیسی: Solar eclipse of September 11, 1988) یک خورشیدگرفتگی از نوع خورشیدگرفتگی حلقه‌ای است. این خورشیدگرفتگی در تاریخ ۱۱ سپتامبر ۱۹۸۸ میلادی (‎۲۰ شهریور ۱۳۶۷ خورشیدی) روی داد که زمان اوج آن، ساعت ۴:۴۴:۲۹ به‌وقت ساعت هماهنگ جهانی بوده‌است. مدت زمان و طول این خورشیدگرفتگی ۶ دقیقه و ۵۷ ثانیه بود.